# Кольвиц, Кете
Ке́те Ко́львиц (нем. Käthe Kollwitz, урожд. Шмидт нем. Schmidt; 8 июля 1867, Кёнигсберг, Пруссия — 22 апреля 1945, Морицбург, Саксония) — немецкая художница, график и скульптор.

## Биография

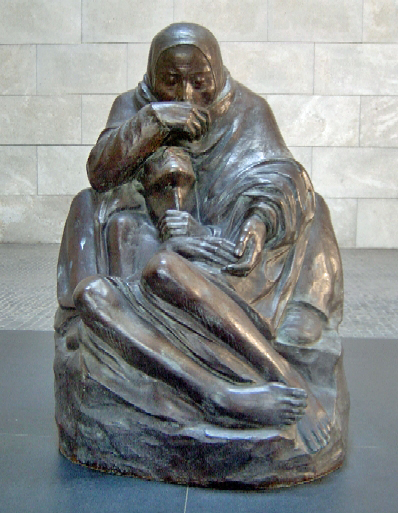
Pietà Пьета в Нойе Вахе «Мать с погибшим сыном»

Родилась 8 июля 1867 года в Кёнигсберге. Старший брат Кете — марксист Конрад Шмидт. В 1885—1890 годах учёба у Штауффер-Берна в Берлине и Людвига Хертериха в Мюнхене. В 1890 году — первые офорты. В 1891 году вышла замуж за врача Карла Кольвица, который поселился на севере Берлина. В 1947 году площадь в этом районе была переименована в честь супругов Кольвиц. В 1892 году родился сын Ханс. В том же году Кольвиц была на премьере спектакля «Ткачи» по пьесе Герхарта Гауптмана, которая послужила толчком для серии её графических работ «Восстание ткачей» (1895—1898). В 1896 году родился сын Петер. В 1898 году серия «Восстание ткачей» была показана на Большой Берлинской художественной выставке. В 1898—1903 годах преподаватель в Женском художественном училище в Берлине. В 1902—1908 годах выполнила серию офортов «Крестьянская война». В 1904 году жила в Париже, посещала академию Жюлиана. В 1907 году, получив приз «Вилла Романа», жила во Флоренции. В 1910 году первые попытки в области скульптуры. В 1914 году на войне погиб её сын Петер. В 1917 году Пауль Кассирер организовал её юбилейную выставку. В 1919 году получила звание профессора и была избрана членом Прусской академии искусств.
В 1922—1925 годах создала серию гравюр на дереве «Война» и «Пролетариат». В 1924 году её работы были представлены на «Первой всеобщей выставке немецкого искусства» в Москве. В 1927 году посетила Москву. В 1928 году стала руководителем художественной мастерской графики в Прусской академии искусств. В 1932 г. в Советском Союзе прошла персональная выставка Кете Кольвиц. В 1933 году после прихода к власти национал-социалистов, после обвинений в культурбольшевизме, была вынуждена покинуть Академию искусств. В 1934—1935 годах создала серию литографий «Смерть». В 1936 году было негласно запрещено выставлять её работы, а в 1937 году была запрещена персональная выставка, приуроченная к 70-летию художницы. В 1940 году умер её муж Карл Кольвиц. В 1943—1944 годах эвакуировалась в Нордхаузен, а затем переехала в Морицбург под Дрезденом по приглашению принца Эрнста Генриха Саксонского.
Кете Кольвиц скончалась 22 апреля 1945 года на 77 году жизни. Похоронена вместе с мужем в семейной могиле на Центральном кладбище Фридрихсфельде.
В 1993 году в Нойе Вахе Берлин по инициативе федерального канцлера Гельмута Коля была установлена увеличенная копия скульптуры Кете Кольвиц «Мать с погибшим сыном» (также «Пьета»), выполненная Харальдом Хакке. Надпись гласит «Жертвам войны и тирании».
В 2014 году в Мемориальном комплексе «Парк мира» в городе Ржеве была установлена копия скульптурной группы «Скорбящие родители». Она находится у входа на немецкое военное кладбище в память о Петере Кольвице, внуке художницы, погибшем 22 сентября 1942 года под Ржевом. Оригинал скульптурной группы, созданной в 1932 году, установлен на Немецком солдатском кладбище во Владсло (Бельгия), где захоронен её сын Петер Кольвиц, погибший 22 октября 1914 года.